# Venezuela International
Die Venezuela International sind offene internationale Meisterschaften von Venezuela im Badminton. Mit der Ausrichtung internationaler Titelkämpfe werden zum einen die Anstrengungen des Badmintonverbandes von Venezuela manifestiert, der Sportart Badminton im Land zu weiterer Popularität zu verhelfen und zum anderen auch die Bemühungen des Badminton-Weltverbandes verdeutlicht, Länder, die bisher nicht im internationalen Turnierzyklus beteiligt waren, dort zu integrieren. Bei der ersten Ausrichtung des Turniers Anfang September 2012 wurden Punkte für die Badminton-Weltrangliste vergeben. 2024 startete mit den Venezuela Open eine weitere internationale Meisterschaft in Venezuela.

## Sieger
| Jahr      | Herreneinzel      | Dameneinzel       | Herrendoppel                      | Damendoppel                                      | Mixed                                          |
| --------- | ----------------- | ----------------- | --------------------------------- | ------------------------------------------------ | ---------------------------------------------- |
| 2012      | Osleni Guerrero   | Solángel Guzmán   | Osleni Guerrero Ronald Toledo     | Virginia Chariandy Solángel Guzmán               | Rahul Rampersad Solángel Guzmán                |
| 2013      | Osleni Guerrero   | Solángel Guzmán   | Humblers Heymard Anibal Marroquín | Ana Lucia de Leon Nikte Sotomayor                | Humblers Heymard Nikte Sotomayor               |
| 2014      | Osleni Guerrero   | Lohaynny Vicente  | Hugo Arthuso Daniel Paiola        | Lohaynny Vicente Luana Vicente                   | Milan Ludík Bo Rong                            |
| 2015 2022 | nicht ausgetragen | nicht ausgetragen | nicht ausgetragen                 | nicht ausgetragen                                | nicht ausgetragen                              |
| 2023      | Giovanni Toti     | Inés Castillo     | Job Castillo Luis Montoya         | Romina Fregoso Miriam Jacqueline Rodriguez Perez | Luis Montoya Miriam Jacqueline Rodriguez Perez |
| 2024      | abgesagt          | abgesagt          | abgesagt                          | abgesagt                                         | abgesagt                                       |